# Wierchomla Mała
Wierchomla Mała – wieś w Polsce położona w województwie małopolskim, w powiecie nowosądeckim, w gminie Piwniczna-Zdrój.
W latach 1975–1998 miejscowość administracyjnie należała do województwa nowosądeckiego.
Wieś położona jest w dolinie potoku Mała Wierchomlanka (Tysina). Od północno-zachodniej strony wznoszą się zalesione szczyty Gaborówki (790 m) i Lembarczka (917 m), od wschodniej i południowej grzbiet ciągnący się od Bacówki nad Wierchomlą po Pustą Wielką (1061 m).

## Historia
Miejscowość ta została odnotowana w średniowieczu, gdy Ścibor ze Ściborzyc herbu Ostoja (1347–1414) jesienią 1410 r. w imieniu Zygmunta Luksemburczyka najechał na ziemię sądecką i spalił oraz ograbił Stary Sącz, został odparty w potyczkach w Piwnicznej, Łomnicy, pod Wierchomlą.
Osada została lokowana w 1603 (według innych źródeł w 1601) na przywileju biskupa Bernarda Maciejowskiego. Zasadźca miejscowości był Fedor z pobliskiego Szczawnika. Nazywana była Wierchomlą Księżą z racji świadczenia powinności na rzecz proboszcza muszyńskiego. Miejscowość zamieszkiwana była przez Rusinów (Łemków).
Stanowiła część biskupiego państwa muszyńskiego. Od 1770 w państwie Habsburgów a od 1781 była własnością skarbu cesarskiego (K.k Muszyner Cameral Verwaltung). Następne lata to wspólne dzieje z Wierchomlą Wielką. Do 1947 Łemkowie zostali przymusowo przesiedleni na Ukrainę i na ziemie odzyskane.

## Turystyka
Wierchomla Mała jest miejscowością turystyczną w Popradzkim Parku Krajobrazowym, pomiędzy Muszyną a Piwniczną-Zdrój. Mieści się tu nowoczesna stacja narciarska (działająca od sezonu 1997/98) z 10 wyciągami, w tym najdłuższym w Polsce wyciągiem krzesełkowym (1600 m), czynnym także latem. Odbywają się tu liczne cykliczne imprezy sportowe – narciarskie, rowerowe, wyścigi psich zaprzęgów.
Atrakcje turystyczne: stare połemkowskie chaty, liczne źródełka, jaskinie pod górą Pusta Wielka, grillowiska, pole do gry w paintball, skałki do wspinania, szlaki turystyczne piesze i rowerowe, basen kryty, park linowy ze ścianką wspinaczkową, bacówka nad Wierchomlą, niedaleko schronisko Na Hali Łabowskiej, trasa piesza i rowerowa na Jaworzynę Krynicką, skąd można zjechać koleją gondolową do Krynicy. W zimę narciarze mogą przemieszczać się systemem wyciągów do Muszyny – Szczawnika.

## Demografia
W 1921 r. spośród 336 mieszkańców 7 było wyznania rzymskokatolickiego i 329 greckokatolickiego. Odzwierciedleniem wyznania była zadeklarowana narodowość – polska dla 7 osób i rusińska dla 329.
Ludność według spisów powszechnych, w 2009 według PESEL.
| Rok    | 1900 | 1921 | 1931 | 2002 |
| Liczba | 58   | 54   | 57   | 16   |

| Zwierzęta | Konie | Bydło | Owce | Świnie |
| Liczba    | 14    | 284   | 300  | 50     |